# Dicționarul explicativ al limbii române

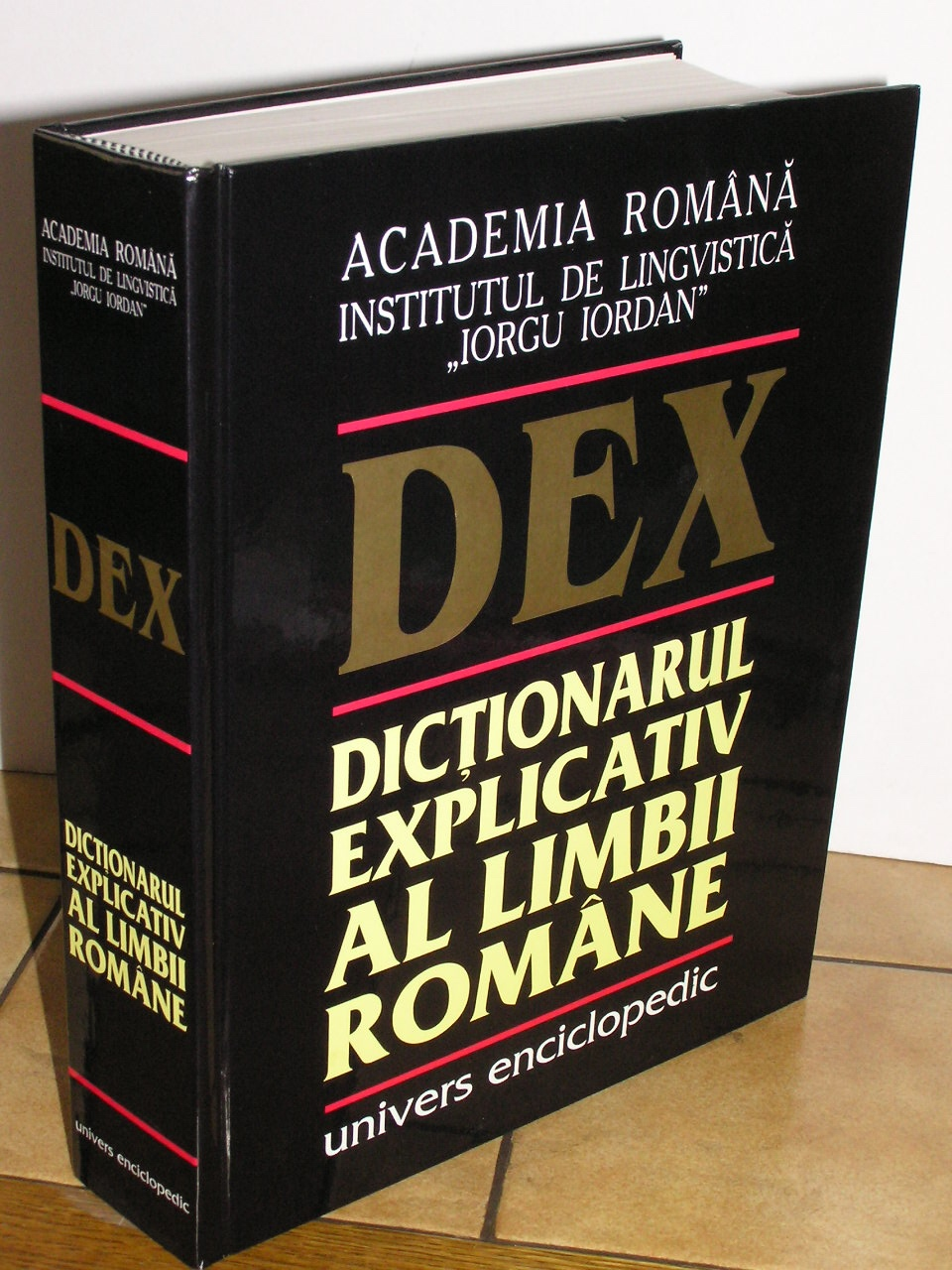

Dicționarul explicativ al limbii române (Verklarend Woordenboek der Roemeense Taal, ook bekend als DEX) is het belangrijkste woordenboek van het Roemeens, uitgegeven door het Instituut van Taalkunde van de Roemeense Academie. De eerste editie kwam uit in 1975, de tweede in 1996 en de derde in 2009. DEX is tegenwoordig toegankelijk via het internet. Het heeft meer dan 65.000 hoofdingangen.